# نادي المرخية

الشعار السابق للمرخية

نادي المرخية الرياضي هو نادي قطري يلعب في الدرجة الأولى من الدوري القطري، تأسس سنة 1995 باسم "نادي الاتفاق الرياضي". تم تغيير اسم النادي من (الاتفاق) إلى (المرخية) في العام 2004 نسبةً إلى المنطقة التي يقع فيها مقر النادي وهي منطقة (حزم المرخية). علي صعيد مشاركات النادى فقد تواجد بدورى نجوم قطر موسمى 2001/2002 و2002/2003 . صعد النادي لدوري النجوم بمسماه الجديد لأول مرة في الموسم 2016-2017 وصعد موخراً إلى دوري نجوم قطر للموسم 2021/2022 حيث تصدر دوري الدرجة الثانية ومن ثم واحرز المركز السابع في ترتيب دوري النجوم للموسم 2022/2023 وهبط للدرجة الثانية مرة اخرى في الموسم 2023/2024 بعد احرازه المركز قبل الاخير في دوري النجوم حيث لعب المباراة الفاصلة امام نادي الشحانية ثاني الدرجة الثانية وخسرها  ، وعلى صعيد مشاركات النادى بالبطولات القطرية، نجده شارك 15 مرة بكأس الشيخ جاسم على مدار تاريخه بداية من موسم 1999 و14 مرة ببطولة كأس سمو أمير البلاد المفدى بداية من موسم 2000، لقب النادي هو (أهل الحزم). .

## تشكيلة الفريق
ملاحظة: تشير الأعلام إلى المنتخب الوطني على النحو المحدد في قواعد الأهلية للفيفا. قد يحمل اللاعبون أكثر من جنسية واحدة غير تابعة للفيفا.
| الرقم | البلد   | المركز | اللاعب                     |
| ----- | ------- | ------ | -------------------------- |
| 2     | قطر     | مدافع  | أحمد أبو شنب               |
| 3     | قطر     | مدافع  | نور رحمان                  |
| 4     | الجزائر | مدافع  | عبد الغني لعلام            |
| 6     | قطر     | مدافع  | محمد سلطاني                |
| 7     | مصر     | وسط    | أحمد أبو تريكة             |
| 9     | هولندا  | مهاجم  | نوفل بنيس                  |
| 10    | قطر     | مهاجم  | إبراهيم مسعود              |
| 12    | قطر     | وسط    | محمد القحطاني              |
| 13    | السودان | حارس   | محمد القدري                |
| 14    | كندا    | مهاجم  | يوسف عويدة                 |
| 16    | قطر     | مدافع  | إبراهيم الصادق             |
| 17    | قطر     | مهاجم  | محمد ميسرة                 |
| 18    | قطر     | وسط    | إبراهيم الكربي             |
| 19    | قطر     | وسط    | أنس الفاضل (معار من الخور) |
| 22    | قطر     | حارس   | أسامة عادل                 |
| 23    | فرنسا   | مدافع  | نابي سار                   |

| الرقم | البلد    | المركز | اللاعب                          |
| ----- | -------- | ------ | ------------------------------- |
| 24    | قطر      | مدافع  | علي المري                       |
| 25    | بنين     | وسط    | سلمان سلمان                     |
| 26    | بلغاريا  | وسط    | كراسيمير ميلوشيف                |
| 30    | قطر      | حارس   | محمود جمال                      |
| 35    | قطر      | وسط    | خالد نزال                       |
| 38    | قطر      | وسط    | عبد الرحمن كفراوي               |
| 39    | البرازيل | مدافع  | موريلو راموس                    |
| 46    | قطر      | وسط    | محي الدين عثمان                 |
| 47    | السودان  | وسط    | ملهم السنوسي                    |
| 55    | المغرب   | وسط    | أيمن أوهاتي                     |
| 57    | قطر      | مدافع  | أحمد عدوان                      |
| 77    | فرنسا    | وسط    | جايسون بابيو                    |
| 80    | كندا     | مهاجم  | ياسين عويدة                     |
| 81    | البرازيل | مهاجم  | لوكاو (معار من جريميو أنابوليس) |
| 90    | قطر      | وسط    | محمد الطاهر                     |
| 98    | كينيا    | وسط    | عمران عمر                       |

### المعارون
ملاحظة: تشير الأعلام إلى المنتخب الوطني على النحو المحدد في قواعد الأهلية للفيفا. قد يحمل اللاعبون أكثر من جنسية واحدة غير تابعة للفيفا.
| الرقم | البلد  | المركز | اللاعب                              |
| ----- | ------ | ------ | ----------------------------------- |
| 8     | قطر    | وسط    | طلال شلة (معار من نادي الشمال)      |
| 33    | المغرب | وسط    | إدريس فتوحي (معار من النادي الأهلي) |

| الرقم | البلد        | المركز | اللاعب                            |
| ----- | ------------ | ------ | --------------------------------- |
| --    | بوركينا فاسو | مهاجم  | يوسوفا نجي (معار إلى نادي سانتوس) |